# 莫斯科 (愛達荷州)

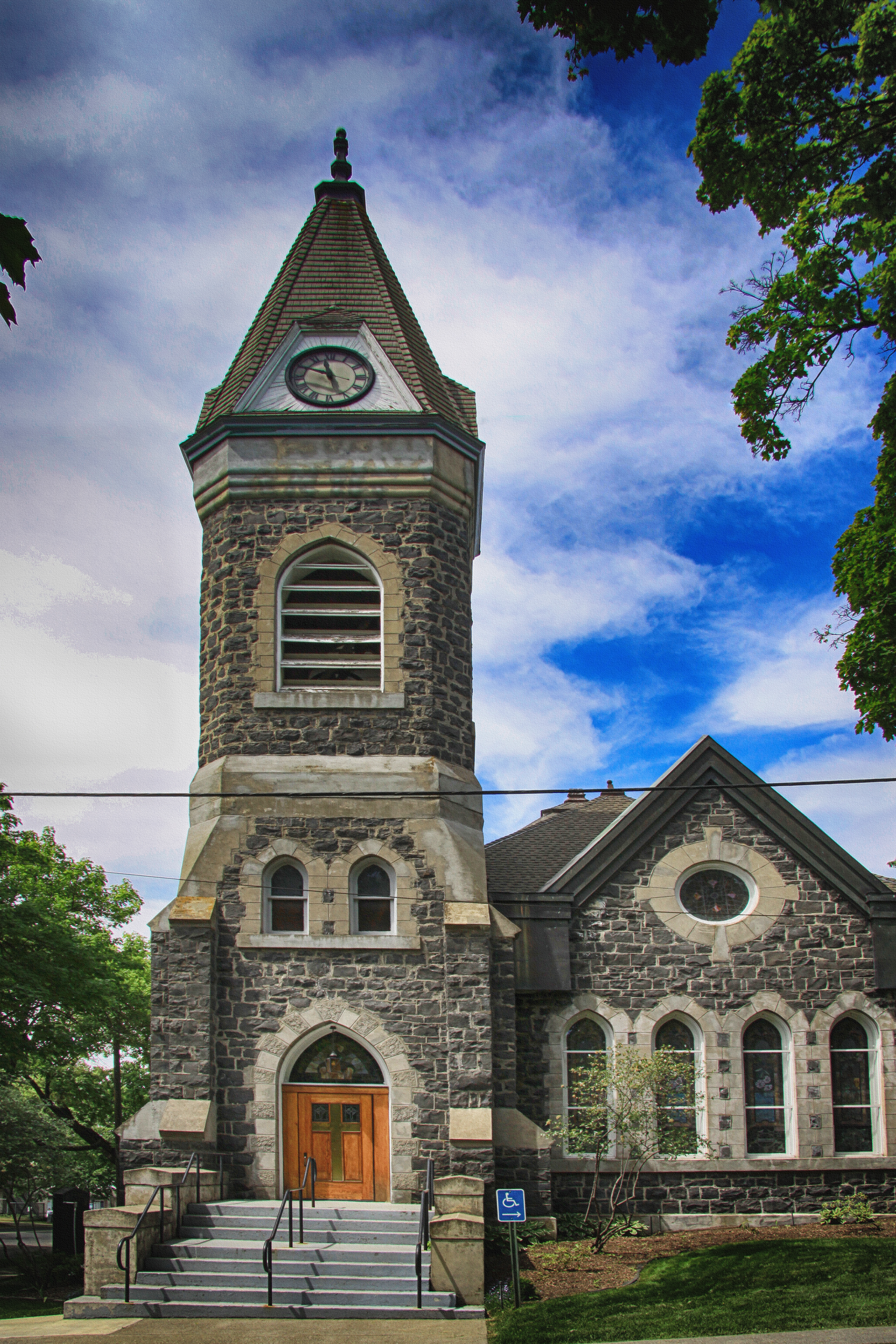
当地一所教堂

莫斯科（英語： /ˈmɒskoʊ/ MOSS-koh）是美國愛達荷州西北部拉塔縣的城市及县治。它由美國内戰時期來自爱达荷州狭长地带的移民建立，2010年時有23,800人在此居住。作为拉塔縣縣治和最大城市，該縣60%的人口都位于這裡，愛達荷大學也位于此地。其通勤則依靠95号国道、8号州道及其他支线公路和普尔曼-莫斯科区域机场。

## 教育

### 大學
愛達荷大學是愛達荷州歷史最悠久的公立大學。它是國家的贈地研究型大學。

## 交通

### 航空
- 普尔曼-莫斯科区域机场提供前往華盛頓州西雅圖和愛達荷州首府博伊西的航班。

### 公路
- 95號國道
- 8號州道

## 外部連結
- 维基导游上有關Moscow, Idaho的旅行指南
- 官方网站
- 中的“莫斯科 (愛達荷州)”